# نرو (بازیکن فوتبال)
نرو (انگلیسی: Neru؛ زادهٔ ۲۰ ژانویهٔ ۱۹۷۴) بازیکن فوتبال اهل اسپانیا است.
از باشگاه‌هایی که در آن بازی کرده‌است می‌توان به باشگاه فوتبال راسینگ سانتاندر، باشگاه فوتبال دپورتیوو آلاوس، باشگاه فوتبال اوئسکا، باشگاه فوتبال اسپورتینگ خیخون، و باشگاه فوتبال کادیس اشاره کرد.